# ハッピー・ジャック
「ハッピー・ジャック」（Happy Jack）は、イギリスのロックバンド、ザ・フーの楽曲。1966年にシングルリリースされた。作詞・作曲はピート・タウンゼント。

## 解説
純粋な新曲としては同年8月リリースの「アイム・ア・ボーイ」以来となる。2ndアルバム『ア・クイック・ワン』と同時発売された。イギリスではオリジナル・アルバム未収録であるが、アメリカではアルバム『ハッピー・ジャック』（「ア・クイック・ワン」の米国盤）に収録されている。アメリカでは4人の似顔絵をあしらったピクチャー・スリーヴに入れられて発売された。
アメリカで初めてチャートのトップ30に入った作品で、イギリスでも3位につけるヒットとなった。童謡のような親しみやすい曲調で、曲の全編にわたりロジャー・ダルトリー、ジョン・エントウィッスル、タウンゼントの3人で歌っている。キース・ムーンは歌唱に難があったため参加していないが、何とかして自分も歌わせてもらおうとボーカルブースに近寄ろうとしていた。曲の終わりにタウンゼントが”I saw ya!（見つけたぞ！）”と叫んでいるのはそのためである。歌詞は、タウンゼントが幼少の頃に父と訪れたマン島で見かけた変わった人々について書いたものである。この曲のステレオ・バージョンは存在しない。
シングルB面に収録された「寂しい別れ」（UK版）と「ウイスキー・マン」（US版）は、いずれもジョン・エントウィッスルによるナンバーで、歌詞は「寂しい別れ」は冤罪で服役していた男の独白、「ウイスキー・マン」は重度のアルコール中毒者の幻覚をそれぞれ歌ったものであり、エントウィッスルらしいブラックユーモアに富んだ内容である。

## 別バージョン
1988年に発表されたベストアルバム『フーズ・ベター・フーズ・ベスト』にはこの曲の別ミックス・バージョンが収録されている。このバージョンは後半のドラムスがオリジナルと異なっている。1995年に発表された『ア・クイック・ワン』リマスター／リミックスCDには、1966年10月30日に録音された初期バージョンが収録されている。初期バージョンはアコースティックギターを主体にした演奏で、ドラムスの代わりにコンガを使用、さらにタウンゼントが弾くチェロを加えたアコースティック・バージョンである。

## ミュージック・ビデオ
本作にはミュージック・ビデオが製作されている。映像はモノクロで、メンバー4人が泥棒に扮し、コミカルな演技を披露している。楽器を演奏しているシーンが一つも挿入されていないのは、彼らのプロモーションビデオではこれが初めてだった。撮影は1966年12月19日、監督はビートルズの『レット・イット・ビー』や、ザ・フーも参加した『ロックンロール・サーカス』で有名なマイケル・リンゼイ＝ホッグが務めた。この映像はザ・フーのドキュメンタリー映画『キッズ・アー・オールライト』（1979年）にも収められている。